# Aunt Jane's Legacy
Aunt Jane's Legacy è un cortometraggio muto del 1911 diretto da Harry Solter.

## Produzione
Il film fu prodotto da Siegmund Lubin per la Lubin Manufacturing Company.

## Distribuzione
Distribuito dalla General Film Company, il film - un cortometraggi in una bobina - uscì nelle sale cinematografiche statunitensi il 6 novembre 1911.